# Собор святого Антонія (Бреда)

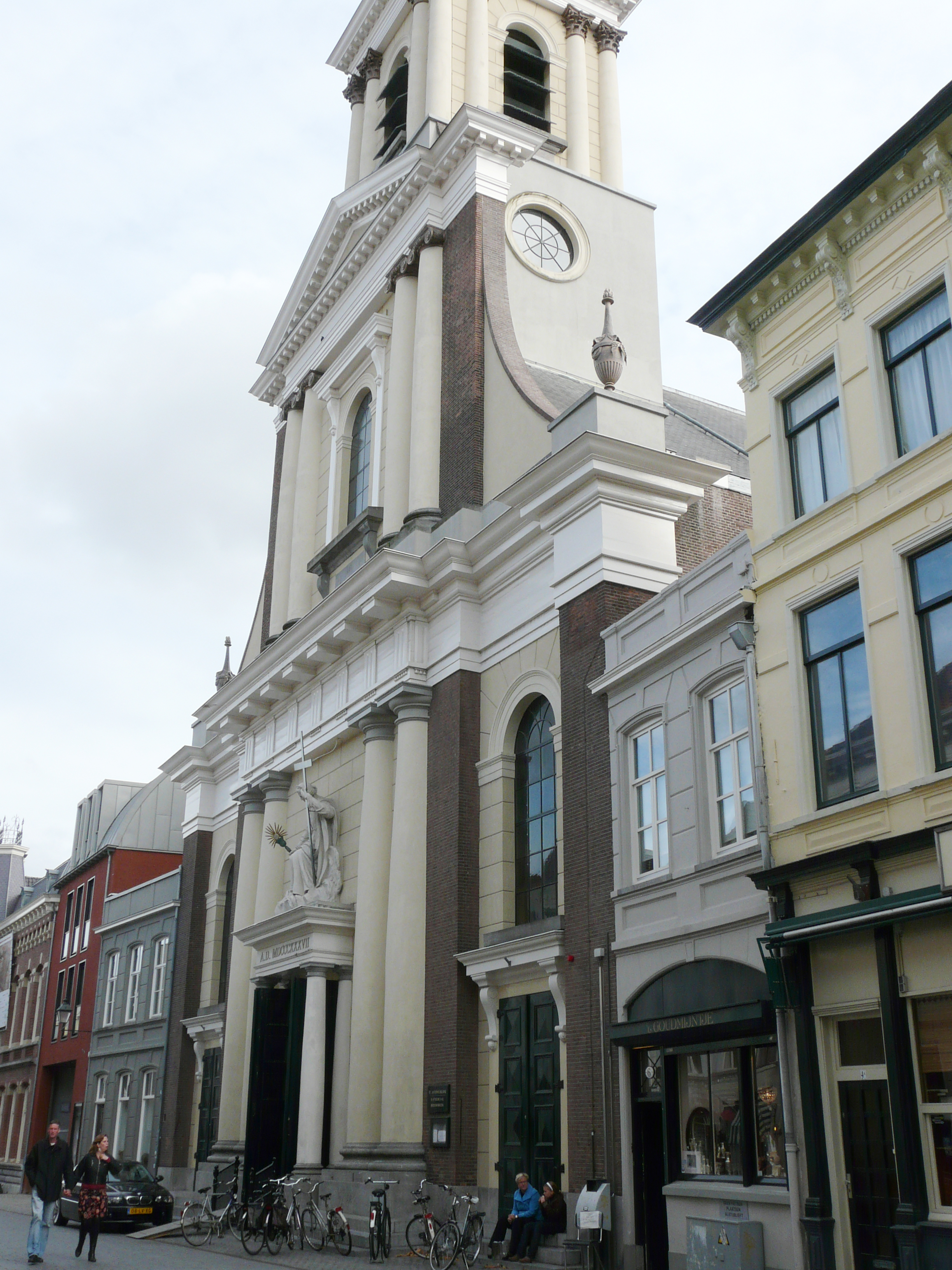
Собор святого Антонія Падуанського, Бреда, Нідерланди

51°35′15″ пн. ш. 4°46′39″ сх. д. / 51.587544° пн. ш. 4.777475° сх. д.
Собор святого Антонія (нід. Sint-Antoniuskathedraal) — католицька церква, що знаходиться в місті Бреда Нідерланди, кафедральний храм Бредзької дієцезії.
Побудована в 1837 році в неокласичному стилі. У 1853 році, після утворення дієцезії Бреди, церква стала кафедральним собором дієцезії. У 1875 році кафедра дієцезії Бреди була перенесена до церкви святої Варвари. З січня 2001 року церква святого Антонія Падуанського знову стала кафедральним собором єпархії Бреди. Названий на честь честь святого Антонія Падуанського.